# Coleitidae
Coleitidae es una familia de foraminíferos bentónicos de la superfamilia Chilostomelloidea, del suborden Rotaliina y del orden Rotaliida. Su rango cronoestratigráfico abarca desde el Daniense (Paleoceno inferior) hasta el Luteciense (Eoceno inferior).

## Clasificación
Coleitidae incluye al siguiente género:
- Coleites †